# 陈坡水库
陈坡水库是中国湖北省荆门市钟祥市境内的一座水库，位于汉江支流梅龙港上，建于1974年。水库正常库容为630万立方米，集雨面积为50平方千米，海拔为47米。